# Tessenderlo
Tessenderlo é um município da Bélgica localizado no distrito de Hasselt, província de Limburgo, região da Flandres.
Em 1 de julho de 2004, contava com 16.519 habitantes (8.181 homens e 8.338 mulheres).